# Puig de Vilafort
El Puig de Vilafort és una muntanya de la comuna de Montferrer, a la comarca nord-catalana del Vallespir.
És al nord-oest del poble de Montferrer, en una posició central dins del conjunt del terme. És a ponent del Castell de Mollet. És, de fet, un contrafort sud-oriental de la Soca.